# Jack Farmery
Lionel John Victor "Jack" Farmery (25 tháng 4 năm 1901 – tháng 1 năm 1971) là một cầu thủ bóng đá người Anh thi đấu ở vị trí thủ môn ở Football League cho Doncaster Rovers và York City, ở bóng đá non-league cho Bentley Colliery và đầu quân cho Hull City và Bradford City mà không có một lần ra sân ở giải vô địch.